# Federal Heights
Federal Heights – miasto w Stanach Zjednoczonych, w stanie Kolorado, w hrabstwie Adams.